# Schweinezins
Beim Schweinezins handelt es sich um eine Abgabe, die den Thüringern nach ihrer Niederlage 531 gegen die Franken unter den Königssöhnen Chlothar I. und Theuderich I. auferlegt wurde.  Die Thüringer hatten seit dieser Zeit jährlich 500 Schweine an die fränkischen Herrscher und ihre Nachfolger zu liefern. Erst mit dem 1002 erfolgten Herrschaftsantritt des bayerischen Liudolfingers Heinrich II. und der im selben Jahr auf dem Kirchberg bei Jena dargebrachten Huldigung durch die Thüringer Großen, allen voran Graf Wilhelm II. von Weimar, wurde diese Abgabe erlassen. Doch auch andernorts – im Beispiel war der Bischof von Verona begünstigt –  wurde ein Schweinezins verlangt, welcher dann 1058 aufgehoben wurde.